# January Jones
January Jones (Sioux Falls, Dakota del Sud, 5 de gener de 1978) és una actriu estatunidenca.
L'any 2007 es va doblar al català la pel·lícula Executiu agressiu (Anger Management, 2003) on ella interpreta a Gina.

## Carrera
Va aparèixer a la sèrie dramàtica de l'AMC Mad Men com a Betty Draper, jove mestressa de casa suburbana i mare. També se la coneix per al seu paper com Cadence Flaherty a American Wedding (2003), de la sèrie American Pie.
Va ser la protagonista a Love's Enduring Promise. El seu personatge s'enamora d'un misteriós home que va salvar la vida del seu pare.
Jones ha tingut papers secundaris a Executiu agressiu (2003), Love Actually,  i Dirty Dancing: Havana Nights . El 2005 fa de dona frustrada d'un guarda de fronteres dels EUA a la pel·lícula The Three Burials of Melquiades Estrada dirigit i protagonitzat per Tommy Lee Jones. A We Are Marshall (2006), interpretava el paper de Carol Dawson, dona de l'entrenador de futbol William "Red" Dawson.
Apareixia a la temporada 18 Law & Order episodi " Quit Claim", interpretant un estafador que treballa amb l'ajudant del Fiscal del Districte Michael Cutter, en el qual ella és la sospitosa lligada a una immobiliària implicada en el crim organitzat.
També apareixia a The Boat That Rocked, una pel·lícula britànica sobre una emissora pirata en els anys 1960, rebatejada Pirate Radio per a la versió americana el 2009.
Jones es va classificar en el lloc 82 en el Hot 100 Women de la revista Maxim el 2002, i apareixia a la coberta de "The Hot Issue" de la revista britànica GQ el maig del 2009.
El 14 de novembre de 2009, Jones presenta un episodi de Saturday Night Live que presentava el musical Black Eyed Peas.
El 2010 fa de protagonista al costat de Liam Neeson i Diane Kruger en el thriller Sense identitat dirigit per Jaume Collet-Serra.

## Vida personal
Jones va néixer i es va criar a Sioux Falls, Dakota del Sud. Li posen el nom de January Wayne, un personatge de Once Is Not Enough de Jacqueline Susann
 Es va graduar a l'Escola Edison i a l'Institut Roosevelt a Sioux Falls.
Jones va sortir amb Ashton Kutcher des de 1998 fins al 2001. També va sortir amb el cantant Josh Groban des de 2003 fins al 2006.

## Activitats polítiques
Va anunciar a Vanity Fair el 2009 que es va unir al grup sense ànim de lucre Oceana com a portaveu de celebritat, treballant contra l'extinció dels taurons.

## Premis i nominacions
El 2005 Jones va guanyar un premi Camie (Character and Morality in Entertainment Awards) per Love's Enduring Promise (2004) (TV), compartit amb Robert Halmi, Jr. (productor executiu), Larry Levinson (productor executiu), Lincoln Lageson (productor executiu), William Spencer Reilly (productor executiu), Michael Landon, Jr. (director de cinema/guionista), Cindy Kelley (guionista), Janette Oke (autor del llibre original), Logan Bartholomew (actor) Mackenzie Astin (actor), Vall Midkiff (actor) i Katherine Heigl (actriu).
El 2006 va guanyar el Bronze Wrangler en els Premis Western Heritage per The Three Burials of Melquiades Estrada (2005), compartit amb Tommy Lee Jones (director/productor/actor), Michael Fitzgerald (productor), Luc Besson (productor), Pierre-Ange Le Pogam (productor), Guillermo Arriaga (escriptor), Barry Pepper (actor), Dwight Yoakam (actor), Julio Cedillo (actor), Levon Helm (actor), Melissa Leo (actriu) i Vanessa Bauche (actriu).
El 2008 va ser nominada pel Screen Actors Guild Awards per a l'Actuació de conjunt en una sèrie dramàtica per Mad Men (2007), compartit amb Bryan Batt, Anne Dudek, Michael Gladis, Jon Hamm, Christina Hendricks, Vincent Kartheiser, Robert Morse, Elisabeth Moss, Maggie Siff, John Slattery, Rich Sommer i Aaron Staton.
El 2008 i el 2009 va ser nominada pel Globus d'Or a la millor Actriu en una sèrie de televisió dramàtica per Mad Men, i va guanyar el premi Screen Actors Guild Awards per a l'Actuació de conjunt en una sèrie dramàtica per Mad Men.

## Filmografia
- Sorority (1999)
- Camins encreuats (It's the Rage) (1999)
- Última sospita (The Glass House) (2001)
- Bandits (2001)
- In My Life (2002)
- Taboo (2002)
- Full Frontal (2002)
- Executiu agressiu (Anger Management) (2003)
- American Wedding (2003)
- Love Actually (2003)
- Dirty Dancing: Havana Nights (2004)
- Love's Enduring Promise (2004)
- The Three Burials of Melquiades Estrada (2005)
- Swedish Auto (2006)
- We Are Marshall (2006)
- The Boat That Rocked (2009)
- Sense identitat (2011)
- X: First Class (2011)
- Seeking Justice (2011)
- Sweetwater (2013)
- Good Kill (2014)

### Sèries
- Get Real (1 episodi, "Pilot", 1999)
- Huff (2 episodis, "The Good Doctor" i "The Sample Closet," 2005)
- Mad Men (2007- 2015)
- Law & Order (1 episodi, "Quit Claim", 2008)
- The Last Man on Earth (2015-)